# Vuelta al Ecuador
La Vuelta al Ecuador (it. Giro dell'Ecuador) è una corsa a tappe maschile di ciclismo su strada che si svolge in Ecuador ogni anno nel mese di novembre. È stata inserita nell'UCI America Tour classe 2.2 fino al 2010, per poi essere reintrodotta nel calendario continentale dal 2020.
La prima edizione fu corsa nel 1966 e non fu più organizzata fino all'inizio degli anni ottanta. Solo dal 2000, invece, viene organizzata con continuità e dal 2007 è stata inserita nel calendario del circuito americano.

## Albo d'oro
Aggiornato all'edizione 2024.
| Anno      | Vincitore             | Secondo           | Terzo               |
| --------- | --------------------- | ----------------- | ------------------- |
| 1966      | Hipólito Pozo         |                   |                     |
| 1967      | Jaime Pozo            |                   |                     |
| 1968-1970 | non disputata         | non disputata     | non disputata       |
| 1971      | Jaime Pozo            |                   |                     |
| 1972      | Jaime Pozo            |                   |                     |
| 1973      | non disputata         | non disputata     | non disputata       |
| 1974      | Carlos Arturo Zapata  |                   |                     |
| 1975      | Carlos Montenegro     |                   |                     |
| 1976      | Carlos Montenegro     |                   |                     |
| 1977      | Elvio Barreto         |                   |                     |
| 1978-1981 | non disputata         | non disputata     | non disputata       |
| 1982      | Jorge Amable Vázquez  |                   |                     |
| 1983-1985 | non disputata         | non disputata     | non disputata       |
| 1986      | Juan Carlos Rosero    |                   |                     |
| 1987      | Pablo Caicedo         |                   |                     |
| 1988      | Pedro Rodríguez       |                   |                     |
| 1989      | Juan Carlos Rosero    |                   |                     |
| 1990      | Pedro Rodríguez       |                   |                     |
| 1991      | Pedro Rodríguez       |                   |                     |
| 1992      | Juan Carlos Rosero    |                   |                     |
| 1993      | Pedro Rodríguez       |                   |                     |
| 1994      | non disputata         | non disputata     | non disputata       |
| 1995      | Pedro Rodríguez       |                   |                     |
| 1996      | non disputata         | non disputata     | non disputata       |
| 1997      | Héctor Chiles         |                   |                     |
| 1998-1999 | non disputata         | non disputata     | non disputata       |
| 2000      | Julio Bernal          | Héctor Chiles     | Ramiro Calpa        |
| 2001      | Héctor Chiles         | Ramiro Calpa      | Armando Stacio      |
| 2002      | Héctor Chiles         | Erick Castaño     | José Luis Vanegas   |
| 2003      | Franco Rodríguez      | Luis Espinosa     | Héctor Chiles       |
| 2004      | Byron Guamá           | Armando Stacio    | Héctor Chiles       |
| 2005      | Héctor Chiles         | Franco Rodriguez  | Erick Castaño       |
| 2006      | Milton Tapia          | José Antonio Ruiz | Jorge Gallegos      |
| 2007      | Alex Atapuma          | Jorge Gallegos    | José Sarmiento      |
| 2008      | Byron Guamá           | Alvaro Sierra     | Juan Montenegro     |
| 2009      | Luis Camargo          | Segundo Navarrete | Rafael Montiel      |
| 2010      | Byron Guamá           | Ramiro Calpa      | Alex Atapuma        |
| 2011      | non disputata         | non disputata     | non disputata       |
| 2012      | Byron Guamá           | Jorge Montenegro  | Segundo Navarrete   |
| 2013      | Freddy Montaña        | Richard Carapaz   | Juan Carlos Pozo    |
| 2014      | Juan Carlos Pozo      | Richard Carapaz   | Cleber Cuasquer     |
| 2015-17   | non disputata         | non disputata     | non disputata       |
| 2018      | Óscar Sevilla         | Robinson Chalapud | Byron Guamá         |
| 2019      | Jorge Luis Montenegro | Segundo Navarrete | Ruben Urbano        |
| 2020      | Santiago Montenegro   | Joel Levi Burbano | Harold Martin Lopez |
| 2021      | Steven Haro           | Anderson Paredes  | Byron Guamá         |
| 2022      | Robinson Chalapud     | Cristhian Montoya | Santiago Montenegro |
| 2023      | Robinson Chalapud     | Jorge Montenegro  | Santiago Montenegro |
| 2024      | Richard Huera         | Óscar Sevilla     | Nicolás Paredes     |